# Complexe d'Œdipe
Vous lisez un « bon article » labellisé en 2010.
Pour les articles homonymes, voir Œdipe (homonymie).

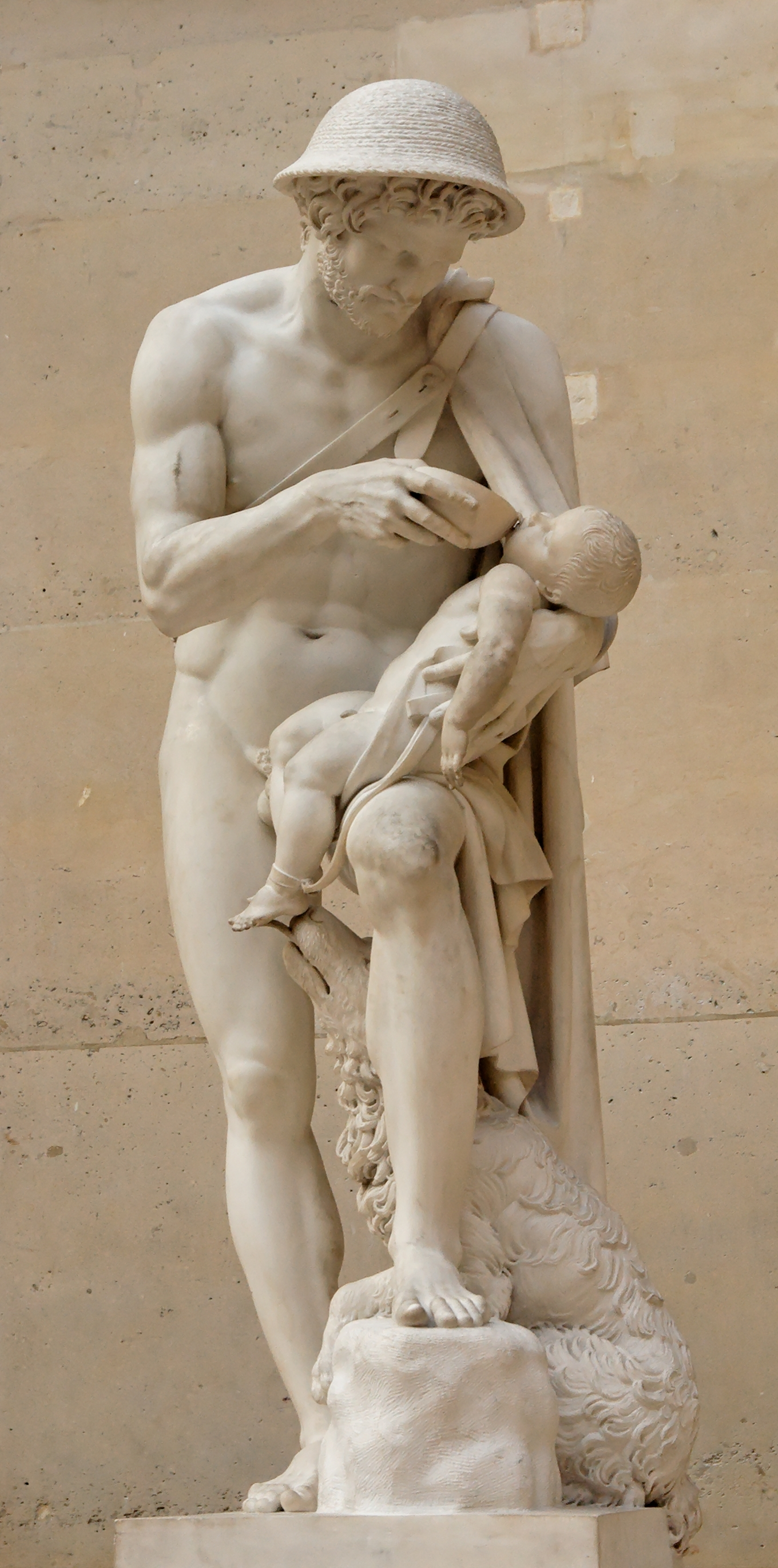
Antoine-Denis Chaudet, Œdipe enfant rappelé à la vie par le berger Phorbas qui l'a détaché de l'arbre, 1801.

Le complexe d'Œdipe (prononcé /edip/) (Ödipuskomplex en allemand), parfois contracté dans l'expression « l'Œdipe », est un concept central de la psychanalyse qui concerne la relation parents-enfants. Il est à mettre en regard dans le champ de la psychologie avec la théorie de l'attachement qui étudie aussi les liens entre les parents et les enfants, sans faire référence à ce concept psychanalytique. Théorisé par Sigmund Freud dès sa première topique, il est défini comme le désir d'entretenir un rapport amoureux et voluptueux avec le parent du sexe opposé (inceste) et celui d'éliminer le parent du même sexe (parricide ou matricide) considéré comme rival. Ainsi, le fait qu'un garçon durant cette période soit amoureux de sa mère et désire tuer son père répond à l'impératif du complexe d'Œdipe.
La légende d'Œdipe qui a inspiré le drame de Sophocle, Œdipe roi, est selon Freud le plus à même de mettre en images le désir universel et inconscient que tout enfant ressentirait. Pour Roger Perron, il désigne « le réseau des désirs et des mouvements hostiles dont les objets sont le père et la mère, et des défenses qui s'y opposent ».
La théorie psychanalytique identifie trois étapes fondamentales de développement psychoaffectif : le stade oral, le stade anal et le stade phallique lors duquel survient chez le garçon, comme chez la fille mais d'une toute autre manière, le complexe d'Œdipe. C'est en effet de 3 à 5 ans environ que le désir libidinal ferait naitre la phase œdipienne. Le complexe connaîtrait ensuite un déclin puis serait refoulé, disparaissant ainsi de la mémoire consciente. Le refoulement ne serait pas toujours complet chez les filles.
Le complexe d'Œdipe, devenu le pivot de la théorie pulsionnelle et métapsychologique de Freud, est considéré comme le concept-clé de la psychanalyse et de ses courants dérivés. L'histoire du complexe d'Œdipe est en effet associée à la théorie freudienne ainsi qu'à l'histoire de la psychanalyse dans son ensemble.
Il n'existe aucune preuve empirique en faveur de l'existence de l'Œdipe. Les recherches en anthropologie (Effet Westermarck ou critique de Claude Lévi-Strauss dans La Potière jalouse) et en psychologie cognitive tendraient à infirmer l'hypothèse de l'Œdipe. Une critique apportée est sa mobilisation pour faire taire les victimes d'inceste. Sur ce dernier point en particulier, les cas d'enfants victimes de crimes sexuels dans le milieu familial obligent aujourd'hui à « repenser le rapport entre le réel et le fantasme » dans la théorie et la clinique psychanalytiques.

## Genèse du concept chez Sigmund Freud

### L'élaboration initiale de l'Œdipe

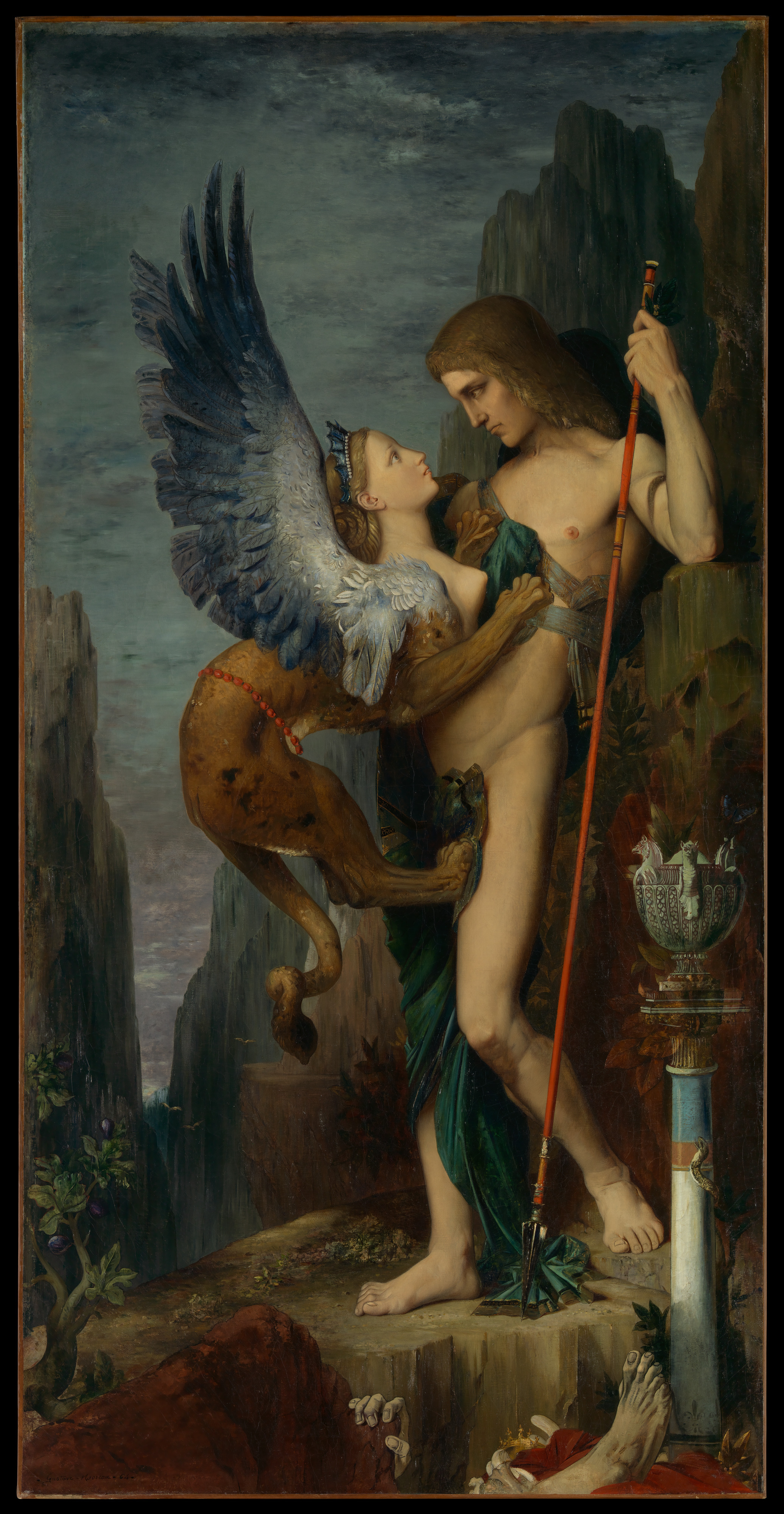
Gustave Moreau, Œdipe et le Sphinx, 1864.

Sigmund Freud commence à élaborer sa théorie du « complexe d'Œdipe » au cours de son auto-analyse, en le rapprochant de l'histoire du personnage de la mythologie grecque Œdipe, telle qu'elle est narrée par le dramaturge Sophocle dans sa tragédie Œdipe roi. La lettre à Wilhelm Fliess est en effet le seul document qui permette de dater le début de la conceptualisation du complexe, en 1897,. Le neurologue viennois explique ainsi : « J’ai trouvé en moi comme partout ailleurs des sentiments d’amour envers ma mère et de jalousie envers mon père, sentiments qui sont, je pense, communs à tous les jeunes enfants ». Il relie ce « conflit de sentiments » au « mythe d'Œdipe » et reprend le thème dans L'Interprétation du rêve . C'est seulement en 1910 que « le terme de “complexe d’Œdipe” » apparaît « pour la première fois en tant que concept psychanalytique spécifique dans l’œuvre de Freud, la notion de complexe provenant de Jung. ».
En 1900, Freud rend donc publique son hypothèse dans L'Interprétation du rêve (1899, date éditoriale 1900): il évoque alors la « légende du Roi Œdipe et du drame de Sophocle ». Il considère le rêve comme enraciné dans les désirs infantiles : « Dans le contenu latent du rêve, Freud trouve, à titre d'élément constant, le résidu diurne, il trouve également qu'il existe une relation entre ce résidu et les souvenirs d'enfance » explique Henri F. Ellenberger. Selon ce dernier, Freud pense que « le rêve a un pied dans le présent et un pied dans l'enfance ». Freud explique aussi que le cas des névrosés permettrait d'observer des désirs affectueux ou hostiles pour les parents. Dès ce texte, il se réfère explicitement à la tragédie grecque. En 1911, il ajoute que le complexe de castration serait également profondément lié à l'Œdipe, et que, dans la tragédie de Sophocle, l'aveuglement d'Œdipe opère comme substitut de la castration.
D'après Roger Perron, la conception du complexe d'Œdipe aurait été en germe auparavant : « L'idée était en fait déjà présente dans Études sur l'hystérie (1895) où Freud, recherchant l'étiologie de l'hystérie, mettait l'accent sur le rôle traumatique des « séductions » sexuelles subies par l'enfant du fait du père ». Et c'est à partir de 1906, après discussion sur l'emploi de ce mot, précise Roger Perron, que Freud utilisera fréquemment le terme de « complexe » pour « désigner le “complexe nucléaire de la névrose”, c'est-à-dire le “complexe paternel”, désigné à partir de 1910 comme le “complexe d'Œdipe”, et pour désigner de façon connexe le “complexe de castration” ».
Pour Freud, l'origine de l'Œdipe est étroitement liée à l'« évolution sexuelle de l'enfant », ce qui fonde également tout l'édifice théorique de la psychanalyse. Il constate dans un premier temps, « par l'observation directe et par l'étude analytique de l'adulte », que « l'enfant se tourne d'abord vers ceux qui s'occupent de lui ; mais ceux-ci disparaissent bientôt derrière les parents ». Ces rapports, note-t-il, « ne sont nullement dépourvus d'éléments sexuels ». L'enfant prend donc ses parents comme des « objets de désir ».
Le mythe œdipien semble pour Freud la mise en récit d'un complexe psychique universel, ce qui est contredit par les anthropologues. Dans la mythologie grecque, Œdipe est le fils de Laïos et de Jocaste, souverains de la ville de Thèbes. Un oracle prédit à Laïos que son fils le tuera et épousera sa mère. Effrayé, Laïos décide d'abandonner Œdipe dans la montagne. Un berger trouve l'enfant et le confie au roi de Corinthe, Polybos, qui l'élève comme son fils, sans lui révéler le secret de ses origines. C'est lui qui lui donne le nom d'Œdipe. Un nouvel oracle prédit à Œdipe qu'il sera le meurtrier de son père et épousera sa mère. Ignorant que Polybos n'est pas son père biologique, il quitte Corinthe pour que la prédiction ne puisse se réaliser. Pendant son voyage, il rencontre Laïos et ses serviteurs. Ils se querellent, pour une question de priorité de passage, et Œdipe tue Laïos, dont il ignore qu'il est son père, et qu'il prend pour le chef d'une bande de voleurs de grands chemins. Lorsqu'il arrive à Thèbes, but de son voyage, il est empêché d'entrer dans la ville par le Sphinx, un monstre qui tue et dévore les voyageurs incapables de résoudre l'énigme qu'il leur propose. Œdipe, rusé, parvient à trouver la solution et défait le monstre. Il devient dès lors un héros adulé par les habitants de la ville, qui finissent par le proclamer roi et lui donnent comme femme la veuve de Laïos, Jocaste, qui en réalité est sa mère. Freud voit dans ce mythe l'illustration idéale des désirs extrêmes infantiles : « nous donnons le nom de « complexe d'Œdipe » parce que la légende qui a pour héros Œdipe réalise, en ne leur imprimant qu'une très légère atténuation, les deux désirs extrêmes découlant de la situation du fils : le désir de tuer le père et celui d'épouser la mère ». Il remarque en effet que ce complexe se retrouve également dans d'autres drames culturels ; il cite notamment le Hamlet de Shakespeare.
Carl-Gustav Jung a établi un rapprochement entre le complexe d'Œdipe et certains thèmes du Livre des morts tibétains.
En 1967, Jean Starobinski, dans la préface d'Hamlet et Œdipe d'Ernest Jones, argue que si Œdipe est le drame du dévoilement, la tragédie d'Hamlet est le drame du « refoulement ».

### Histoires de cas et mise en place de la théorie de l'Œdipe
En 1905, Freud publie Trois essais sur la théorie sexuelle, ouvrage fondateur de la psychanalyse. Même si le complexe n'y apparaît pas explicitement,, Freud définit tout d'abord la libido comme l'énergie sexuelle aux fondements de la dynamique psychique qui tend à se projeter sur un objet extérieur. En second lieu, il insiste sur les vicissitudes du choix de l'objet d'amour dont la source est pour lui le complexe d'Œdipe. Il pose donc que la réalité de la sexualité infantile est induite par la mère, et que la tétée est le premier rapport sexuel. De cette sexualité archaïque dépend le complexe d'Œdipe, déterminant à son tour le tabou de l'inceste. Freud continue de développer son système en expliquant que la libido donne naissance à des perversions sexuelles diverses lorsque le schéma originel œdipien subit des altérations. La libido s'exprimerait aussi au travers d'un symbolisme à signification sexuelle, notamment dans les rêves. L'analyse d'Ida Bauer (Dora) en 1905 est significative.
En 1909, un autre cas d'analyse, célèbre dans la littérature psychanalytique, amène Freud à considérer sa conception du complexe comme validée. Le cas dit du « petit Hans » — de son vrai nom Herbert Graf — suit en effet fidèlement le schéma dramatique œdipien. La phobie du cheval apparaît chez Herbert Graf quand il assiste à la chute d'un cheval et qu'il le voit à terre se débattre. Freud postule que l'inconscient du petit Hans associe son père au cheval, et malgré l'amour qu'il porte à son père, sa mort lui apporterait la jouissance d'être alors le seul prétendant à l'amour maternel. Cela va développer chez lui une névrose phobique, l'impossibilité de sortir dans la rue par crainte d'être mordu par un cheval. Freud « supervise » l'analyse menée indirectement par le père de l'enfant et permet ainsi au petit garçon de surmonter son complexe d'Œdipe,.
Ce n'est cependant qu'en 1910, dans un texte intitulé Contribution à la psychologie de la vie amoureuse qu'apparaît le terme « complexe d'Œdipe», avancé par deux autres psychanalystes officiant à Zurich, Carl Gustav Jung et Franz Riklin. Le mot « complexe » (gefühlsbetonte Komplexe en allemand) est utilisé dès lors en psychanalyse pour désigner des fragments psychiques inconscients à forte charge affective. Freud l'emploie ainsi pour décrire ce qui est pour lui le principal complexe psychique humain, celui qui est constitué dans les premiers temps de vie, en fonction de ses parents : le « complexe nucléaire ». Sa pensée est ensuite développée la même année dans l'essai Un type particulier de choix d'objet chez l'homme, dans lequel il explique que les objets d'amour seraient autant de substituts de la mère. Le cas de la fille est légèrement différent : Freud considère qu'à la place de la peur de perdre son père, elle développe une frustration liée au manque du phallus.
En 1920, il ajoutera une note dans les Trois essais sur la théorie sexuelle :« On dit à juste titre que le complexe d’Œdipe est le complexe nucléaire des névroses et constitue l’élément essentiel de leur contenu. En lui culmine la sexualité infantile, laquelle influence de façon décisive la sexualité de l’adulte par ses effets ultérieurs. Chaque nouvel arrivant dans le monde humain est mis en devoir de venir à bout du complexe d’Œdipe ; celui qui n’y parvient pas est voué à la névrose. Le progrès du travail psychanalytique a souligné de façon toujours plus nette cette signification du complexe d’Œdipe ; la reconnaissance de son existence est devenue le schibboleth qui distingue les partisans de la psychanalyse de leurs adversaires . »

### Développements du complexe
Dès 1912 et 1913, la théorie de l'Œdipe devient centrale dans la pensée de Freud qui s'attache à en étudier l'universalité. Ainsi dans l'ouvrage Totem et Tabou, il avance la thèse de la « vocation civilisatrice du complexe », résumée ainsi par Roger Perron : « En des temps très anciens les humains étaient organisés en une horde primitive dominée par un grand mâle despotique qui monopolisait les femmes et en écartait les fils, fût-ce au prix de la castration. ». Le complexe serait donc transmis de génération en génération, et avec lui le sentiment de culpabilité associé. Freud recherchera en effet toujours à relier ces concepts, en particulier celui du complexe d'Œdipe, à une théorie générale de la phylogenèse, l'histoire de l'humanité comme espèce.
Des psychanalystes, dont Otto Rank, commencent à travailler à partir des hypothèses de Freud. Celui-ci note en effet : « Otto Rank a montré, dans une étude consciencieuse, que le complexe d’Œdipe a fourni à la littérature dramatique de beaux sujets qu'elle a traités, en leur imprimant toutes sortes de modifications, d'atténuations, de travestissements, c'est-à-dire de déformations analogues à celles que produit la censure des rêves ». Par la suite deux ouvrages de Freud vont faire aboutir sa pensée. En 1923, dans un court essai intitulé L'Organisation génitale infantile , Freud décrit les phases psychoaffectives de la psychogenèse, qui est également l'un des concepts centraux de la théorie psychanalytique, et dont « la phase phallique constitue l'acmé du drame œdipien ». L'intérêt croissant porté au complexe d'Œdipe amène Freud à synthétiser sa théorie dans les Conférences d'introduction à la psychanalyse de 1917 et 1918. Il insiste particulièrement sur les observations directes et sur les analyses d'adultes névrosés, expliquant que « chaque névrosé a été lui-même une sorte d'Œdipe ».
Toujours selon R. Perron, le cas clinique dit de « l'homme aux loups » (1918) offre une illustration majeure du complexe masculin. Freud classe alors le complexe au sein des « schémas phylogénétiques », qui auraient pour rôle de structurer la psyché inconsciente et ce depuis l'aube de l'humanité. Par ailleurs, l'introduction de la nouvelle dualité pulsionnelle et d'une seconde topique va permettre une conception plus étendue de l'Œdipe. Freud explique en effet que le transfert psychanalytique présenterait les restes de la résolution, plus ou moins accomplie, du complexe. Celui-ci laisserait en effet des « cicatrices narcissiques ». Face à cette souffrance, le Moi serait poussé à une « résolution » du complexe malgré les compulsions qui l'entravent. Selon Freud, l'intensité de ces compulsions, qui culminent dans les névroses obsessionnelles, est à l'origine de la notion de « destin » dans les drames, à l'instar de la « tragédie du destin » qu'est Œdipe roi de Sophocle. Dans Psychologie des foules et analyse du moi (1921), Freud aborde « l'avant Œdipe », qu'il caractérise par une neutralisation des affects permise par l'ambivalence. L'enfant fixerait ainsi ses affects négatifs et positifs sur des objets extérieurs au lieu d'investir ses parents.
Enfin, en 1923, dans Le Moi et le Ça, Freud "métapsychologise" la notion de complexe d'Œdipe et en fait un prérequis structurant de l'instance morale, le surmoi.Il considère en effet que lors de la maturité du complexe, plusieurs scénarios sont possibles : affects féminins pour le père chez le garçon ou désir féminin pour la mère chez la fille, et vice-versa. Toutes ces variations sont dues selon Freud à la « bisexualité constitutionnelle de l'individu ». Dans le même texte, Freud précise que lors de la destruction du complexe d'Œdipe, l'enfant, garçon ou fille, est obligé de renoncer à prendre respectivement la mère et le père pour objet libidinal. Deux éventualités peuvent alors se produire : pour le garçon, soit une identification avec la mère, soit un renforcement de l'identification avec le père. C'est cette dernière éventualité qui permet à l'enfant de conserver, jusqu'à un certain degré, l'attitude de tendresse à l'égard de la mère. De la même façon, la petite fille est amenée, à la suite de la destruction du complexe d'Œdipe, à renoncer à l'investissement libidinal du père œdipien, et à s'identifier avec la mère. Et comme une telle identification existait déjà, elle est renforcée, ce qui a pour effet l'affermissement de la partie féminine de son caractère. L'identification avec le père ou avec la mère, dans les deux sexes, à la suite de la destruction du complexe d'Œdipe, déterminerait la force psychique des dispositions sexuelles chez l'un et chez l'autre. L'enfant serait en effet inconsciemment bisexuel, son orientation sexuelle se précisant par la suite. Ces variations identificatoires complexes peuvent entraîner une attitude positive du garçon pour son père (le complexe inversé), ou une attitude négative (le complexe normal), le tout formant, virtuellement le « complexe d'Œdipe complet ». Ces identifications variées expliquent la diversité des étiologies et des personnalités. Elles constituent fondamentalement un « idéal du moi » qui détermine la morphologie du Surmoi.

### Complexe de castration et derniers écrits
L'essai de 1923, Le problème économique du masochisme, pose que le Surmoi, instance psychique proclamant les interdits, est né de l'introjection des premiers objets libidinaux du Ça dans le Moi. La relation en serait de fait désexualisée mais le Surmoi conserverait les caractères parentaux. Freud propose là une thèse selon laquelle la source de la morale est le Surmoi et, donc, l'Œdipe. La même année, dans l'essai L'Organisation génitale infantile Freud tente d'expliciter les zones d'ombre de l'Œdipe féminin. Il stipule que seul le pénis a une réalité psychique, y compris chez la fille. Celle-ci envierait donc l'acquisition de l'organe mâle, même si Freud admet être impuissant à poursuivre l'analyse de la sexualité féminine.
En 1924, un autre essai fait une place majeure au complexe : La disparition du complexe d'Œdipe. Freud y décrit la façon dont le complexe disparaîtrait avec le temps, comme la chute des dents de lait précise-t-il, et ce « même si ce qu'il décrit est davantage la dissolution du conflit œdipien » plutôt que la disparition pure et simple de ce qu'il a défini avant comme « l'ossature même du psychisme humain »,. En 1925, dans Quelques conséquences psychologiques de la différence anatomique entre les sexes, Freud aborde la « Préhistoire du complexe d'« Œdipe » ». Dans sa conception, les prémices du complexe se jouent en effet dans les premiers temps de la découverte des zones érogènes.
Avec l'ouvrage Malaise dans la civilisation (1929), Freud délivre l'interprétation psychanalytique des structures inconscientes sous-tendant l'humanité et ses fantasmes. Il décrypte les symboles sexuels universels trouvés dans les rêves. Selon Ellenberger, « Freud allait bientôt déduire du caractère universel du complexe d'Œdipe l'idée du meurtre du Père primitif par ses fils ». Dès lors Freud complète son modèle théorique en précisant la figure du père primitif. Le garçon nourrirait envers lui des désirs de mort par peur d'être châtié et castré par celui-ci. La castration prend ainsi place dans la théorie générale du complexe, comme peur infantile de se voir déposséder de la puissance sexuelle par la figure paternelle. Ce complexe de castration survient donc au sortir de l'Œdipe, comme renoncement à l'objet maternel, qui est le premier objet de l'enfant et comme marquant le début de la période de latence et de la formation du Surmoi chez le garçon. Des auteurs postérieurs à Sigmund Freud, comme Melanie Klein ou Donald Winnicott par exemple, ont cependant considéré le Surmoi comme instance bien plus précoce. Le cas de la petite fille serait cependant différent : n'étant pas en possession d'un pénis, pour elle la castration a eu lieu, elle se doit donc de la réparer. Ce moment, l'envie du pénis, marque alors l'entrée dans l'Œdipe à rebours du cas masculin. Le meurtre du Père primitif serait ainsi le fantasme universel de l'humanité de tuer la figure paternelle castratrice, seule étape permettant un développement psychique normal par la suite. « La notion complète du complexe d'Œdipe comporte en effet ces trois éléments : désir incestueux à l'égard de la mère, désir de tuer le père, et image d'un père cruel et castrateur » explique Henri F. Ellenberger.
Enfin, en dépit de l'importance du concept en psychanalyse, jamais Freud ne lui a pour autant consacré aucun ouvrage spécifique, même s'il revient sur cette découverte dans son dernier ouvrage, L'Abrégé de psychanalyse, en écrivant : « Je m'autorise à penser que si la psychanalyse n'avait à son actif que la seule découverte du complexe d'Œdipe refoulé, cela suffirait à la faire ranger parmi les précieuses acquisitions nouvelles du genre humain ».
Dans la seconde moitié du XXe siècle, des psychologues s'écartent de la psychanalyse et de la théorie psychanalytique des pulsions, fondement théorique du complexe, pour développer la théorie de l'attachement, qui est elle basée sur des comportements innés de l'enfant qui le conduisent à développer un attachement aux personnes qui s'occupent de lui.

## Description du complexe en psychanalyse

### Complexe d'Œdipe et stades psychoaffectifs
Selon Erich Fromm« Ce qu'entendait Freud par « complexe d'Œdipe » est simple : le petit garçon, à cause de l'éveil de ses pulsions sexuelles à un âge précoce, disons quatre ou cinq ans, développe un désir et un attachement sexuels intenses vis-à-vis de sa mère. Il la veut pour lui seul, et le père devient son rival. Il développe une hostilité à l'égard de son père, veut le remplacer et, en fin de compte, se débarrasser de lui. Sentant que son père est son rival, le petit garçon a peur d'être castré par lui. Freud a appelé cette constellation le « complexe d'Œdipe. ». Pour Georges Politzer « le complexe d'Œdipe n'est ni un « processus » et encore moins un « état », mais un « schéma dramatique » ». Pour Roger Perron, il désigne « le réseau des désirs et des mouvements hostiles dont les objets sont le père et la mère, et des défenses qui s'y opposent ».

#### Dynamique des organisations psychiques
La psychanalyse identifie ainsi trois étapes fondamentales de développement psychoaffectif : le stade oral, le stade anal et le stade phallique lors duquel survient chez le garçon, comme chez la fille (mais d'une toute autre manière), le complexe d'Œdipe. Selon Freud, tel qu'il le décrit dans son essai L’organisation génitale infantile (1923), l'élaboration du complexe d'Œdipe représente une étape constitutive du développement psychique des enfants. Le désir envers la mère trouverait en effet son origine dès les premiers jours de la vie et conditionnerait toute sa psychogenèse. La mère est pour lui, d'une part, la « nourricière », et d'autre part celle qui procure du plaisir sensuel, par le contact avec le sein et à travers les soins corporels. L'enfant, qu'il soit fille ou garçon, en ferait donc le premier objet d'amour qui restera déterminant pour toute sa vie amoureuse. Cette relation objectale serait ainsi investie de sexualité. Cet amour d'objet se déploierait donc en cinq « phases » libidinales. La notion de « phase » ou de « stade » n'est pas à prendre au sens littéral. Elle signale la primauté d'une zone érogène particulière mais n'implique pas que le processus se déroule de manière mécanique et linéaire. Tout au plus pourrait-on admettre qu'une phase succède à l'autre dans l'ordre décrit. Le complexe d'Œdipe se déploierait donc à travers ces phases en fonction de leurs propriétés propres qui s'enchevêtrent pour constituer un agrégat de pulsions, nommé « complexe » d'Œdipe qui, pour les freudiens, trouve son apogée vers l'âge de 5 ans. Freud aboutit à cette déduction en étudiant le cas dit du « petit Hans ».
| Stade oral      | → | Stade anal (+ oral) | → | Stade phallique (+oral, +anal)       | → | Période de latence (+oral, +anal, +phallique) | → | Stade génital |
|                 |   |                     |   |                                      |   |                                               |   |               |
| Jusqu'à 18 mois |   | De 18 mois à 3 ans  |   | De 3 ans à 7 ans Situation œdipienne |   | Dès 7-8 ans                                   |   | Adolescence   |

#### Déclin du complexe et forme inversée
Le déclin du complexe d’Œdipe correspondrait à la phase finale de la dynamique œdipienne, marqué par le renoncement progressif à posséder l’objet libidinal, sous la pression de l’angoisse de castration chez le garçon. Chez la fille, les raisons de la disparition de ce complexe ne sont pas claires pour Freud, qui note que ses effets se font souvent sentir dans la vie mentale normale de la femme. Plusieurs processus seraient à l’œuvre chez l'enfant , lui permettant de détourner son attention libidinale des objets parentaux. Les déplacements identificatoires, les sublimations notamment, le transfert aussi, permettraient ainsi à la libido de trouver d’autres objets de satisfaction, en particulier dans la socialisation progressive et dans l’investissement des processus intellectuels. Enfin, la « phase génitale » survenant pendant l'adolescence correspondrait à la reconnaissance de la « double différence, des sexes et des générations » et coïnciderait avec la seconde période de maturation sexuelle. Dès lors un équilibre serait trouvé, au sein d'une organisation génitale adulte et grâce aux changements d'objets devenus possibles : le désir sera donc adressé à une autre femme que la mère, à un autre homme que le père.
Il existe également pour Freud une forme « inversée », dite aussi « négative » du complexe d'Œdipe, à l'opposé de la forme « positive » classique et connue : le garçon verrait dans son père non pas la figure du rival à tuer psychiquement afin de prendre sa place auprès de sa mère, mais un objet érotique. Le garçon serait fixé dès lors soit dans une position féminine, soit dans un refus du féminin. Le même cas de figure existerait au féminin, se construisant a contrario sur la mère prise pour objet investi des pulsions sexuelles de la fille. Selon Freud, les deux formes de l'Œdipe constituent le « complexe d'Œdipe complet ».

### Complexe d'Œdipe et psychogenèse

#### Constitution du Surmoi et vie sociale
Freud considère que lors du complexe d'Œdipe le Moi subit une profonde modification, de laquelle résulte le Surmoi ; « Le Surmoi est donc l'héritier du complexe d'Œdipe » explique Tran-Thong. En effet la résolution du complexe entraînerait l'introjection de l'image du père. L'édification du Surmoi chez un individu dépendrait ainsi de la façon dont il a résolu son complexe d'Œdipe. De manière générale, « le conflit œdipien constitue un moteur essentiel du jeu des identifications par lesquelles se construit la personne » explique Roger Perron.

#### Étiologie des névroses
L'Œdipe subit un « refoulement rapide », note Freud, mais, « du fond de l'inconscient, il exerce encore une action importante et durable. Il constitue dès lors le « complexe central » de chaque névrose »,. Freud parle également, de manière synonymique, et dans un cadre psychopathologique, dès 1908, de « complexe nucléaire ». Tout d'abord, d'une façon passive, le complexe conditionnerait le développement ultérieur de l'enfant et par là celui de névroses ; d'autre part l'enfant, dès sa soumission au complexe, tenterait de comprendre afin d'aménager la réalité et il produirait pour cela des « théories sexuelles infantiles » sur ses parents. Ses théories influenceraient de manière décisive le caractère ultérieur de l'enfant et sa constitution névrotique. Néanmoins la névrose ne passerait de virtuelle à actuelle que lorsque l'enfant est incapable de détacher sa libido des modèles parentaux. Dès lors il ne peut jouer de rôle social et produit un aménagement de la réalité, une névrose. Toute l'entreprise analytique se définit comme une éducation progressive pour surmonter ces « résidus infantiles ».

### Divergences dans la théorie œdipienne

#### Critique du «monisme phallique» de Freud
Dès sa formalisation, Freud savait que ce modèle était difficile à transposer complètement pour le développement des petites filles. Il a essayé de pallier cette difficulté en aménageant le concept de l'Œdipe pour la fille, que le psychiatre et psychanalyste Carl Gustav Jung appelle par la suite le « complexe d’Électre ». Il l'a défini comme la tendance compulsive amenant la fille à se tourner vers le père ou une autre image paternelle de substitution, conséquence du complexe de castration prépubertaire féminin. Si Freud admet l'existence d'un « complexe d'Œdipe au féminin », il ne lui reconnaît pas une équivalence stricte avec celui du petit garçon. Ce « monisme phallique » postulé par Freud a en effet soulevé de vives protestations, du vivant même du fondateur de la psychanalyse, et en particulier de la part de femmes psychanalystes, comme Ruth Mack Brunswick, Helene Deutsch, Karen Horney ou Melanie Klein. Cette extension au sexe féminin n'a cependant jamais été totalement satisfaisante et aujourd'hui rares sont les analystes qui utilisent ce terme. Freud remarque dès 1916 : « On ne saurait dire que le monde fût reconnaissant à la recherche psychanalytique pour sa découverte du complexe d'Œdipe. Cette découverte avait, au contraire, provoqué la résistance la plus acharnée » et ce même au sein de la théorie psychanalytique. La psychanalyste Mélanie Klein par exemple, afin d'équilibrer le concept, a insisté sur le fait que le garçon « envie » le pouvoir des femmes de donner la vie autant que la fille pourrait « envier » le phallus.
Les conséquences du déclin du complexe d'Œdipe sont différentes d'un sexe à l'autre, mais il s'agit du renoncement au premier objet d'amour dans les deux sexes.

#### Débats à propos de l'origine psychique du complexe
Ainsi que l'explique Freud, l'Œdipe est précédé de deux phases où prédominent successivement les zones érogènes, d'abord orale puis anale, dans lesquelles s'organisent les premières relations objectales. L'Œdipe ne serait donc pas premier, mais serait lui-même originaire[pas clair], ce sur quoi Freud lui-même achoppait,. Pour Melanie Klein, il existerait un « complexe d'Œdipe précoce », qu'elle décrit en 1927, antérieur à l'âge de 3 ans et prenant son origine dans les fantasmes de la petite enfance. Les résidus archaïques, ressentis comme bons ou mauvais par l'enfant seraient ainsi associés aux figures parentales. Dans la même ligne, Otto Fenichel, en 1931, postule également l'existence de « précurseurs du complexe d'Œdipe[réf. nécessaire]. »
Dans son ouvrage L'Œdipe originaire, le psychanalyste Claude Le Guen, a par ailleurs décrit un « œdipe originaire » correspondant à une première structure triangulaire mettant en jeu le sujet naissant, sa mère et un tiers qui susciterait une peur de l'étranger. Ceci expliquerait, au 8e mois chez l'enfant, un tel sentiment pour l'Autre. Un autre psychanalyste, André Green a poursuivi et complété cette relation à trois actants[réf. nécessaire]. Enfin, il existe des organisations non œdipiennes, étudiées de longue date par la psychanalyse[réf. nécessaire], et qui remettent en cause partiellement l'universalité du complexe. Ainsi, le vaste champ des structures perverses, des autismes, des psychoses, infantiles ou adultes, a été pris comme point de départ pour récuser sa centralité dans la constitution de la personnalité.

## Controverses
Depuis les débuts de la psychanalyse jusqu'à ses développements les plus récents, le complexe d'Œdipe a été critiqué. En l'état actuel de nos connaissance, l'Œdipe tel que théorisé par Freud n'a pu être prouvé de manière empirique.
Le psychanalyste Otto Rank le lie au traumatisme de la naissance, tandis que le psychiatre Carl Gustav Jung en refuse la primauté. Le désir de l'enfant pour la mère dans la vision jungienne n’est en effet pas relatif à l'inceste et n'est pas restreint au seul complexe d'Œdipe. D'autres l'ont ramené à un principe moral limité à la bonne société viennoise, émanant de l'état d'esprit de Freud lui-même, et Heinz Kohut l'a minimisé au sein de ses théories sur le narcissisme. Le complexe d'Œdipe est, avec la notion d'inconscient et les théories sur la sexualité infantile, l' un des sujets majeurs de conflit, tant entre psychanalystes qu'entre ces derniers et leurs opposants plus ou moins radicaux.
D'après Bennett Simon, « la psychanalyse a à la fois connu et ignoré, avoué et désavoué, l'impact traumatique de l'inceste réel », en particulier à cause d'une focalisation sur le complexe d'Œdipe plutôt que d'examiner les implications pour les victimes ; il estime qu'« il n'est que trop probable que de nouvelles erreurs puissent être générées et qu'il faille des décennies pour les reconnaître et les réparer ».

### Controverses sur l'universalité du complexe d'Œdipe en anthropologie

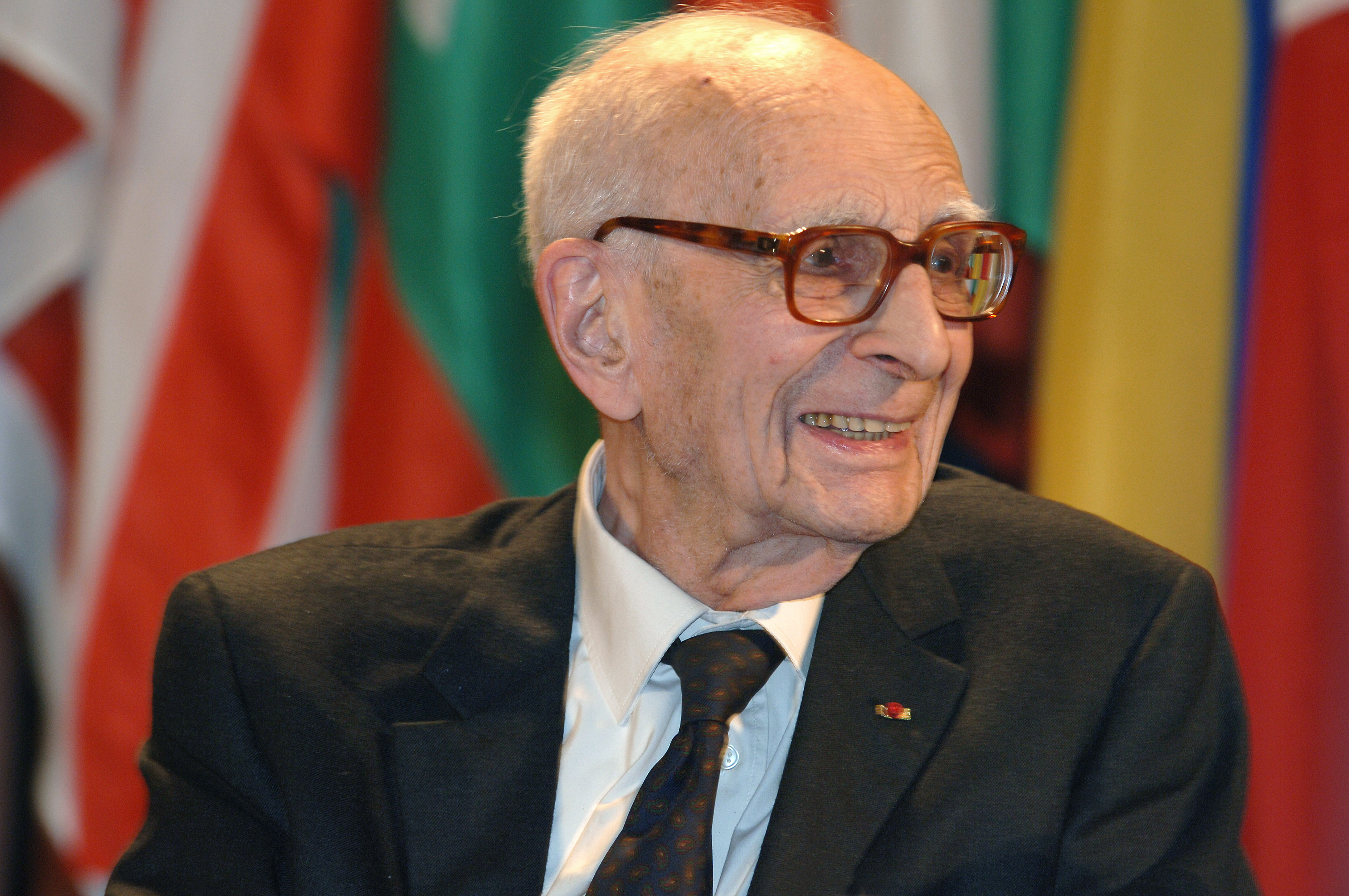
L'ethnologue français Claude Lévi-Strauss dresse une critique culturaliste de l'universalité du complexe d'Œdipe et montre que le tabou de l'inceste est commun à tous les peuples.

L'universalité de ce complexe, par-delà les différences culturelles, a fait très tôt l'objet de critiques d'ethnologues.

#### Bronisław Malinowski
Ainsi, l'école culturaliste (Bronisław Malinowski, Margaret Mead et Ruth Benedict) est en opposition directe avec le postulat freudien. Le premier à émettre de telles critiques est Malinowski, à partir d’un programme d'étude mené après la Première Guerre mondiale sur les mœurs sexuelles en Mélanésie, et qu'il synthétise dans son ouvrage La Sexualité et sa répression dans les sociétés primitives (1921). Son observation des populations des îles Trobriand révèle en effet une configuration socioculturelle qui, fondée sur un mode de parenté matrilinéaire, n’a rien à voir avec celle de la civilisation européenne. Or, puisque le complexe d'Œdipe tel que le décrit Freud suppose une identité entre le père biologique (avec lequel la mère échange un amour que l'enfant jalouse) et la figure autoritaire (qui s'interpose entre l'enfant et la mère), la notion de complexe d'Œdipe semble indissociable d'une forme familiale précise, dite « nucléaire », où le père, la mère et les enfants vivent sous le même toit et dans laquelle le père biologique exerce l'autorité sur l'enfant. Ainsi, contrairement au postulat de Freud, Malinowski observe que cette forme d'organisation familiale n'a rien d'universel : dans de nombreuses cultures, le dépositaire de l'autorité vis-à-vis de l'enfant n'est pas le père mais, par exemple, l'oncle maternel dans les îles Trobriand. De là découle une fragilisation de l'édifice freudien qui associe le partenaire sexuel de la mère et la figure exerçant l'autorité sur l'enfant.
Les travaux de Malinowski sont contestés par Géza Róheim. Celui-ci entame en 1928 un voyage de quatre ans en Somalie et en Australie, à l'issue duquel il conclut à l’universalité du complexe d’Œdipe dans son article Psychanalyse des cultures primitives, paru en 1932 et repris en 1950 dans son ouvrage Psychanalyse et anthropologie. Cependant, la façon dont Róheim procède est fortement critiquée par le psychanalyste Wilhelm Reich, dans un appendice qu’il ajoute en 1934 à son livre L'Irruption de la morale sexuelle. Il lui reproche son manque de rigueur ethnographique et d’avoir inféré certaines conclusions à partir de l’étude de rêves d’autochtones peu coopératifs. Il accuse surtout le caractère prédéterminé du projet de Róheim. Selon Reich, c’est l'ambition de prouver l’universalité de l'Œdipe qui lui en a fait voir les manifestations partout. Ces reproches furent aussi adressés à Ernest Jones, qui tenta de défendre le point de vue de Róheim mais en vain, et sans avoir au préalable intégré, lui non plus, les données ethnographiques.[réf. nécessaire]

#### Claude Lévi-Strauss
Claude Lévi-Strauss, dans son ouvrage Les Structures élémentaires de la parenté (1949), soutient que la prohibition de l'inceste est au fondement de toutes les cultures humaines. Pour la théorie psychanalytique, l'existence d'un tel tabou cadre parfaitement avec l'Œdipe. Néanmoins, l'ethnologue s'oppose aux hypothèses de Freud, qui fonde l'essentiel de la psychologie humaine sur une « pièce de théâtre de Sophocle. » Il souligne non seulement un usage abusif du code sexuel mais, de façon plus fondamentale, une incapacité à trancher « entre une conception réaliste et une conception relativiste du symbole ». Dans son ouvrage La Potière jalouse (1985), il rassemble ses critiques et rédige une « contre-explication » parodique où il fait dériver tout ce concept d'une pièce d'Eugène Labiche, Un chapeau de paille d'Italie.

#### Westermarck
Tandis que selon les « théories psychologiques évolutionnistes [...] les aversions sexuelles envers la parenté sont déclenchées par un mécanisme inconscient », un article paru aux États-Unis en 2010 dans le Bulletin de la personnalité et de la psychologie sociale présente une alternative « qui suppose que l’évitement de l’inceste découle de tabous consciemment reconnus ». D'après les auteurs, certains résultats expérimentaux « ont des implications pour un débat centenaire entre E. Westermarck et S. Freud, ainsi que pour la recherche contemporaine sur l’évolution, le choix du partenaire et l’empreinte sexuelle ».

### Controverses sur la réalité de l’Œdipe

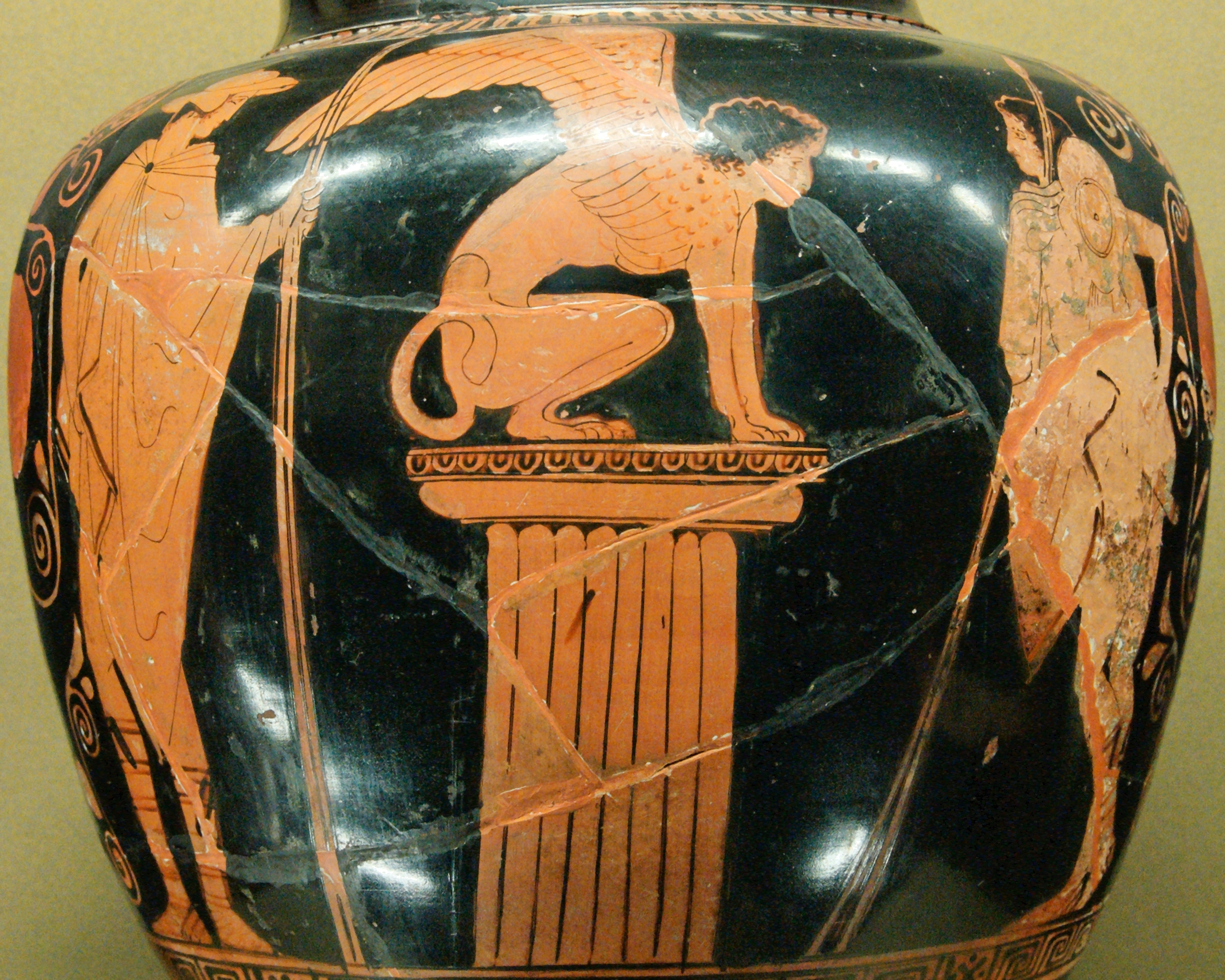
Œdipe (à droite) et le Sphinx (au milieu) accompagnés du dieu Hermès (à gauche).

#### Critique de la compréhension du mythe
Dans son ouvrage Mythe et tragédie en Grèce ancienne, ainsi que dans un article de 1967 intitulé Œdipe sans complexe, l'historien et anthropologue français Jean-Pierre Vernant, spécialiste de la Grèce antique, dénonce les contresens et l'anachronisme de l'interprétation psychanalytique du mythe grec . Pour Vernant, Freud synthétise le mythe en un schéma par trop simplificateur. Il n'inscrit pas le mythe d'Œdipe dans la mythologie grecque dans son ensemble. Le raisonnement freudien est donc selon lui un « cercle vicieux », principalement parce que Freud interprète le mythe grec avec une mentalité contemporaine, sans effectuer un travail de contextualisation historique. Il précise : « des relations du type œdipien, au sens moderne du terme, entre Œdipe et Jocaste auraient été directement contre l'intention tragique de la pièce centrée sur le thème du pouvoir absolu d'Œdipe et de l'hybris qui nécessairement en découle . »
Il existe d'autres versions de l'histoire d'Œdipe et de son père Laïos au sein de celle des Labdacides : Alors que Laïos, fils de Labdacos, était encore jeune, le régent Lycos fut tué par Zéthos et Amphion, qui s'emparèrent de Thèbes : Laïos s'enfuit et trouva refuge chez Pélops où il s'éprit du jeune Chrysippos, fils de Pélops, qu'il enleva « inventant ainsi (au moins selon certains) les amours contre nature ». Selon une autre version de l'histoire, Œdipe et son père « aimèrent tous deux Chrysippos, et se le disputèrent »: au cours de cette rivalité, Œdipe tua Laïos, « première manifestation de la malédiction de Pélops ou bien de la colère d'Héra devant ces amours criminelles ».
Dans L’Homme aux statues. Freud et la faute cachée du père (1979, réédition 2014), ouvrage issu de son projet de thèse, l'autrice et psychanalyste Marie Balmary soutient que Freud a construit sa théorie du complexe d’Œdipe sur l’abandon d'une théorie qui aurait présenté les pères comme incestueux et indignes, et que cet abandon s'est traduit par l'oubli, de la part de Freud, de la partie du mythe d'Œdipe présentant la faute originelle de Laïos,. Commentant cet ouvrage, Josué V. Harari estime qu'il remet en cause la notion de complexe d’Œdipe.

#### Dans le cadre de familles non monoparentales
De manière générale, la question de la validité du complexe d'Œdipe continue de nourrir un vif débat dans un contexte social qui voit se développer en Occident des formes nouvelles de familles, en particulier la monoparentalité, la famille adoptive, la famille recomposée, l'homoparentalité[réf. nécessaire]. De nombreux psychanalystes[Qui ?] tentent d'aménager la notion théorique de complexe d'Œdipe aux cas de figure où l'autorité paternelle s'avère absente, intermittente, ou partagée entre plusieurs pères. Se fondant sur la notion d'entitlement, le psychanalyste Arnold Rothstein explique par exemple que des enfants en souffrance nourrissent l'illusion d'être toujours en symbiose avec leur mère.

#### Des études de genre
Par ailleurs, au sein des Gender Studies, la féministe américaine Judith Butler, tout en reconnaissant l'apport freudien, critique l'unilatéralité sexuelle du complexe d'Œdipe. Dans son ouvrage Gender Trouble (1990) elle met en cause la conception freudienne d'une bisexualité sans véritable homosexualité telle qu'elle est présentée dans Le moi et le ça.
Selon Didier Eribon, le livre L'Anti-Œdipe de Deleuze et Guattari est « une critique de la normativité psychanalytique et de l’Œdipe (…) » et « (…) une mise en question dévastatrice de l'œdipinianisme (…) ». Eribon considère que le complexe d’œdipe de la psychanalyse freudienne ou lacanienne, est une « invraisemblable construction idéologique » qui est un « processus d'infériorisation de l'homosexualité ».

#### De la réalité empirique
Le psychologue social Armand Chatard, fait remarquer que la représentation freudienne du complexe d’Œdipe n'est, selon certains chercheurs, peu ou pas étayée par des données empiriques. Cette remarque est partagée par Mikkel Borch-Jacobsen, qui dans Folies à Plusieurs. De l'hystérie à la dépression (2002), récipiendaire du « Prix de la Psyché » de l'Association française d'études et de recherches psychiatriques, souligne que Freud affirme sa théorie œdipienne de façon parfaitement arbitraire, en dehors de tout matériel clinique (si ce n'est celui, particulièrement suspect, fourni par son autoanalyse), afin de trouver une explication ad hoc aux récits de séduction paternelle de ses patients.
Le professeur de psychologie clinique Jaap van Heerden postule, depuis la publication de son essai  Tussen Psychologie en Filosofie (1977), que la notion de complexe d'Œdipe serait une simple projection d'agressions parentales sur les enfants ; il s'appuie pour cela sur les travaux de Westermarck, mais aussi sur l'existence de nombreux incestes réels, ainsi que sur l'analyse du matériel clinique présenté par les psychanalystes, qu'il décrit comme « fortement biaisé en faveur de l'acceptation de l'hypothèse qui ferait du complexe d'Œdipe un phénomène universel ».
Renée Spencer, travailleuse sociale rattachée à l'université de Melbourne, dans un article d'opinion, conclut, de sa revue multidisciplinaire de la littérature, que le concept de complexe d'Œdipe n'est pas valide : « À la lumière des recherches contemporaines en psychologie cognitive, des considérations psychosociales, du développement de l'enfant et des pratiques tenant compte des traumatismes, il est possible de prouver que les idées freudiennes sont faillibles. » Elle développe : « Un exemple illustrant les erreurs potentielles du complexe d'Œdipe est celui d'une jeune fille qui déclare vouloir épouser son père. La théorie psychanalytique traditionnelle peut interpréter une telle déclaration comme la preuve qu'un enfant manifeste un désir sexuel. Cependant, un enfant âgé de trois à six ans n'est pas capable de comprendre les conséquences complexes du mot "mariage". Si, pour un adulte, le mariage peut symboliser un comportement sexuel, il est peu probable qu'un enfant perçoive consciemment ou inconsciemment sa déclaration de la même manière. Les enfants à l'âge de l'Œdipe apprennent généralement encore à courir sans tomber, et leurs capacités cognitives se limitent à apprendre à différencier les oiseaux des avions. Par conséquent, projeter sur les enfants des concepts sexuels adultes du désir n'est pas réaliste et pourrait être considéré comme une perversion de l'innocence. » Elle souligne entre autres que le mythe d’Œdipe ne contient aucun élément relatif à un fantasme d'Œdipe sur sa mère pendant son enfance.
Plusieurs psychologues des universités de Hanovre et de Heidelberg ont publié en 2011 l'ouvrage critique Die Theorie des Ödipuskomplexes und seine Relevanz für die heutige Erziehungswissenschaft. Mythos oder Wahrheit? (en français : La théorie du complexe d'Œdipe et sa pertinence pour la science éducative d'aujourd'hui : Mythe ou vérité ?), aboutissant à la conclusion que « Lorsque [l'on] passe ici en revue les différentes étapes de ce travail, le tableau suivant apparaît : Freud a généralisé sans tenir compte de l'enfant. Il a déclaré l'enfant coupable et a supposé qu'il avait un développement sexuel infantile » ; Greve et Roos arrivent aussi à la conclusion qu'« il n'y a rien pour et beaucoup contre », ce qui, sans permettre d'affirmer que le « phénomène œdipien » n'existe pas, conclut à l'inexistence de preuves théoriques qui soutiendraient l'existence de l'Œdipe.

### Mobilisation du complexe d'Œdipe pour silencier les victimes d'inceste
La psychologue scolaire et clinicienne française Nathalie Tarquis estime en 2001 que l'institutionnalisation du complexe d'Œdipe, « dont la remise en cause relève de l'hérésie », serait responsable de dénis de droits des enfants victimes d'agressions sexuelles, et particulièrement ceux victimes d'inceste. Le postulat du complexe d'Œdipe est « ridiculisé par la réalité des agressions sexuelles commises sur de tout petits enfants ». Elle note que des témoignages d'enfants victimes d'abus sexuels par des adultes « continuent d'être détournés de leur puissance communicative d'un vécu bien réel, pour être réduits à des fantasmes par certains professionnels ». Elle souligne enfin une mobilisation du complexe d'Œdipe par des adultes pédophiles, qui croient que leur propre désir pour l'enfant rencontrerait un désir de l'enfant pour eux.
Citant les travaux de Marie Balmary, Jeffrey Moussaieff Masson et Sándor Ferenczi, Isabelle Aubry et Gérard Lopez estiment que l'Œdipe est en partie responsable d'un tabou sur la réalité de l'inceste, car « un ou des viols subis dans l'enfance peuvent être attribués à des fantasmes et non à la réalité », transformant « la faute parfois réelle des parents en faute des fils et des filles ». La défenseuse des droits des femmes et victime d'inceste Éva Thomas partage cet avis, estimant que la conception du complexe d'Œdipe a « englué les victimes dans la culpabilité ». La responsabilité du complexe d’Œdipe dans la non-reconnaissance de la souffrance des enfants victimes d'agressions sexuelles est également soulignée dans le rapport 2023 de la CIIVISE.
Les chercheurs Dorothy Bishop et Joel Swendsen relèvent ce qu'ils voient comme une position pro-pédophilie chez Françoise Dolto, considérant qu'elle croit en l'universalité de l'Œdipe et a déclaré, à diverses reprises, que l'enfant chercherait des relations sexuelles avec des adultes. Selon eux, la mobilisation de ces idées a pu servir, en France, à justifier et garder impunies des agressions sexuelles bien réelles d'enfants, entre autres, autistes.
Le Docteur en philosophie Pierre Niedergang note que « considérer une dénonciation d’inceste comme « fantasmatique » est un mécanisme important d’effacement de la réalité de l’inceste dans les familles ». Dans son article paru en 2023, il relève l'existence d'une approche consistant à « articuler le complexe d’Œdipe et la reconnaissance de la réalité des faits incestueux, c’est-à-dire à repenser le rapport entre le réel et le fantasme », afin que la reconnaissance de la réalité des violences incestuelles puisse transformer la fonction du complexe œdipien dans la clinique, dans la mesure où les évolutions sociétales rendent de plus en plus difficile pour les psychanalystes cliniciens de nier la réalité du vécu des victimes d'inceste. Le Docteur Jean-Baptiste Lamarche déclare en 2010 que « la théorie du complexe d’Œdipe avait trop souvent été utilisée par certains psychanalystes pour nier des cas effectifs d’inceste », identifiant la reconnaissance de la réalité des incestes subis par les victimes comme une condition de viabilité de la psychanalyse.
En réponse aux accusations d'« une certaine complaisance vis-à-vis des actes incestueux et de la pédophilie », la psychologue clinicienne et psychanalyste Laurence Joseph considère que c'est une erreur de lecture ou « un détournement de la pensée de Freud au profit de criminels ». Après le passage à la théorie du complexe d'Œdipe, il ne s'agirait pas d'effacer la première théorie de la séduction mais de ne plus la considérer comme s'appliquant systématiquement. Quant à la responsabilité des relations incestueuses, elle serait bien celle des « adultes ayant des prédispositions pathologiques » qui confondraient « les jeux des enfants avec les désirs d’une personne ayant atteint la maturité sexuelle », les enfants ne dépassant pas, eux, le « niveau de la tendresse ». Le  choix du mythe d'Œdipe serait ainsi celui d'une illustration tragique des « écueils de tout acte incestueux » pouvant naître de la confusion d'un désir de comprendre de l'enfant, de sa curiosité, avec un désir d'adulte, la perversion étant « prête à détourner, transformer tout discours sur la curiosité de l’enfant à son profit ».